# تپه گرد نعلین
تپه گرد نعلین در شهرستان نقده، بخش مرکزی، روستای گرد نعل واقع شده و این اثر در تاریخ ۱۰ دی ۱۳۸۱ با شمارهٔ ثبت ۶۶۸۳ به‌عنوان یکی از آثار ملی ایران به ثبت رسیده است.